# 迈加拉
迈加拉（希臘語：Μέγαρα），作为历史地名时译为墨伽拉，是希臘阿提卡大區西阿提卡专区的市镇。市镇面积为330.1平方公里，2021年時的人口為38,033人。迈加拉位處科林斯地峽北部，薩拉米斯島的對岸。在薩拉米斯島仍未被雅典佔據的古時，薩拉米斯島屬於迈加拉的一部分。
墨伽拉曾是阿提卡四個地區之一，那四個地區分別由神話裡的國王潘狄翁二世（Pandion II）的四個兒子管治，尼索斯就是墨伽拉的統治者。迈加拉以往是貿易港口，當地人以船隻及財富換取鄰近城邦軍隊的保護。墨伽拉共有兩個港口：西部科林斯灣上的佩加，及東部愛琴海萨罗尼科斯湾的尼薩亞。

## 歷史
在古時，墨伽拉曾是科林斯的屬國，而一些科林斯墨伽拉的殖民者在錫拉庫薩以北成立了一個叫墨伽拉希布莱阿的城邦。後來，墨伽拉引發獨立戰爭，企圖擺脫科林斯的統治，其後成立了拜占庭、迦克墩。古時的墨伽拉以財富聞名。
在伯羅奔尼撒戰爭裡，墨伽拉作為斯巴達的同盟。提洛同盟頒佈的墨伽拉法令（Megarian decree）被視為伯羅奔尼撒戰爭的起因之一。
古時墨伽拉最有名的居民是拜占斯，他在前七世紀建立了拜占庭。六世紀的詩人特奧格尼斯（Theognis）亦來自墨伽拉。在前四世紀，歐幾里得建立墨伽拉學派，以邏輯及辨證法聞名，足足輝煌了一個世紀。
墨伽拉人慷慨於建造及捐助寺廟眾所周知，耶柔米是這樣形容他們的：「關於墨伽拉人有一個普遍的說法……他們在世一日，他們就不會停止建造；他們明天消逝，他們也是這樣生活。」

## 地理
迈加拉位於首都雅典西北偏西42公里，在西阿提卡专区的西南部。8A希臘國道路經迈加拉，接連伯羅奔尼撒、希臘西部及雅典。現時更有雅典郊區鐵路（Proastiakos）連接。迈加拉在迈加里斯（Megaris）平原上。在1960及1970年代房地產興起之前，農業一直是迈加拉最主要的經濟活動。
迈加拉以南是迈加拉湾。迈加拉市镇內其他城鎮为新派拉莫斯、基奈塔（Kinéta）和弗利哈扎（Vlycháda）。
现今范围的市镇设立于2011年地方政府改革中，由原迈加拉和新派拉莫斯两市镇合并而成，原市镇则成为新市镇的两个市区。迈加拉市区（即原迈加拉市镇）的面积为322.21平方公里，2021年人口数量为30,773人。2017年，基奈塔成为迈加拉市区内的单独的社区。

## 人口数据
| 年份 | 迈加拉镇 | 迈加拉市区 | 迈加拉市镇 |
| ---- | -------- | ---------- | ---------- |
| 1971 | 17,584   | –          | –          |
| 1981 | 20,814   | 21,245     | –          |
| 1991 | 20,403   | 25,061     | –          |
| 2001 | 23,032   | 28,195     | –          |
| 2011 | 23,456   | 28,591     | 36,924     |
| 2021 | 25,467   | 30,773     | 38,033     |

## 名人
- 奧西普斯（Orsippus，前八世紀），跑手。
- 拜占斯（前七世紀），拜占庭的建立者。
- 特奧格尼斯（前六世紀），輓歌詩人。
- 歐帕里諾斯（Eupalinos，前六世紀），在薩摩斯島建造歐帕里諾斯隧道（Tunnel of Eupalinos）的工程師
- 塞阿戈奈斯（約前600年代），墨伽拉的僭主/暴君
- 歐幾里得（約前400年代），墨伽拉學派的創立者
- 斯提爾波（約前325年），墨伽拉學派的哲學家
- 德勒斯（Teles，前三世紀），犬儒學派哲學家

## 外部連結
- . . New York: Robert Appleton Company. 1913.
- 官方网站  （希腊文）